# Observação de ciclones tropicais
A observação de ciclones tropicais é um conjunto de várias maneiras de monitoração destes sistemas tropicais. A observação de ciclones tropicais tem sido realizado ao longo dos últimos dois séculos de várias maneiras. A passagem de tufões, furacões, bem como de outros ciclones tropicais começou com a informação de boca-em-boca entre marinheiros, passando pela observação de sedimentos na costa, pela comunicações entre navios via rádios transmissores. Desde a Segunda Guerra Mundial, os avanços na tecnologia têm incluído aviões para sobrevoar as bacias oceânicas, satélites que monitoram os oceanos do espaço sideral, usando uma variedade de métodos diferentes, radares que monitoram o progresso de uma tempestade perto da linha da costa e recentemente a introdução de veículos aéreos não tripulados para penetrar nos ciclones tropicais.
Estudos recentes têm concentrado esforços para estudar os impactos de ciclones tropicais na sedimentação de rochas ou vestígios de sedimentos de lagos perto de uma costa marítima. Estes estudos são braços de um novo campo de estudo chamada paleotempestologia. As observações de ciclones tropicais, tanto presentes quanto passados são extremamente úteis na formação de banco de dados, tais como na reanálise de furacões no Atlântico.